# Кирсанов, Семён Исаакович
Семён Исаа́кович Кирса́нов (фамилия при рождении — Ко́ртчик; 5 [18] сентября 1906, Одесса, Херсонская губерния, Российская империя — 10 декабря 1972, Москва, СССР) — русский советский поэт, прозаик и журналист, военный корреспондент. По мнению академика Михаила Гаспарова, Кирсанов — создатель рифмованной прозы в русской литературе.
Ученик Владимира Маяковского, в молодости — один из последних футуристов. Начиная с 1930-х годов, неоднократно обвинялся критикой в формализме. Склонность к поэтическим экспериментам сделала его творчество многогранным. Жизненные трагедии и драмы (ранняя смерть первой жены, расставание со второй, собственная смертельная болезнь) отразились во многих его произведениях. Оказал значительное влияние на поэтов послевоенного поколения. На стихи Кирсанова написаны песни, в том числе широко известные («У Чёрного моря», «Жил-был я», «Эти летние дожди»), романсы, сюиты, оратория, опера, а также вокальная Симфония № 3 Дмитрия Шостаковича.

## Биография

### Детство и юность
Родился под именем Самуил Ицекович Кортчик 5 (18) сентября 1906 года в Одессе, в семье острожского мещанина, портного Ицека Иосевича (Ицика, Исаака Иосифовича) Кортчика (1870—?) и Ханы Нисевны Кортчик (в девичестве Балк, 1876—?), дочери чарторийского мещанина, заключивших брак там же 25 декабря 1901 года. Исаак Иосевич Кортчик (Корчик) был известным в городе модельером женской одежды; он купил часть особняка в центре города, где организовал свою мастерскую. По утверждению Владимира Кирсанова, сына поэта, его отец был бы прекрасным закройщиком, если бы не стал поэтом. В 1906—1926 годах семья жила в квартире № 4 в доме № 10 на Гаванной улице (угол Городского сада) и в этом же доме располагалась мастерская дамского платья И. И. Корчика.
В 1914 году 8-летний Самуил Кортчик поступил во Вторую Одесскую классическую гимназию. Закончив в 1923 году образованную на основе этой гимназии среднюю школу, учился на филологическом факультете Одесского института народного образования.
Согласно автобиографии Кирсанова (1947), первое стихотворение он написал в 1916 году. В Одесском литературном музее хранится рукопись Кирсанова «Список стихотворений за 1915—22 гг.», в которой первое стихотворение «Смешно, как будто жизнь дана», однако, датировано 1916 годом. Всего в литературных тетрадях 1915—1922 годов сохранилось 268 ранних стихотворений.
В 1920 году он вступил в одесский «Коллектив поэтов», куда входили Эдуард Багрицкий, Валентин Катаев, Юрий Олеша, Вера Инбер. Там господствовали вкусы Багрицкого и Катаева; начинающий поэт считал эти вкусы неоклассическими. Старшеклассник Семён Кортчик, исповедовавший, как он позже напишет в автобиографии, «Хлебникова и словотворчество», организовал в 1922 году Одесскую ассоциацию футуристов, участвовал (как автор пьес и актёр) в создании авангардистского молодёжного театра и придумал себе псевдоним — Корсемов (сочетание первого слога фамилии и первого слога имени), затем переделанный им в Кирсанов. Этот псевдоним стал его фамилией, которую носили и его жёны, которую получили оба сына. Тогда же Кирсанов начал публиковаться в городских газетах «Станок», «Одесские известия», «Моряк». В 1971 году, отвечая на вопросы анкеты, Кирсанов сообщил, что первая публикация его стихотворения состоялась в 1917 году, в одесской детской газете. Однако это издание исследователям пока не удалось обнаружить в библиотечных фондах.
В 1924 году, поддерживая московский ЛЕФ, одесские писатели организовали Юго-ЛЕФ (Южный левый фронт искусств). Кирсанов стал ответственным секретарём журнала и печатал в журнале собственные стихотворения. Он вызвал серьёзный интерес у приехавшего в Одессу Владимира Маяковского. Их знакомство состоялось здесь же ещё в 1922 году; Кирсанов прочитал поэту свои стихи и получил одобрение. После нового приезда в Одессу Маяковский активно поддержал Кирсанова, публиковал в журнале «ЛЕФ», приглашал участвовать в совместных поездках. Высокому Маяковскому, помимо прочего, нравилось выступать рядом с невысоким Кирсановым.
В том же году Кирсанов приехал в Москву на конференцию ЛЕФа, посетил I съезд пролетарских писателей. «Кирсанов был знаменит, эффектен, узнаваем. Для знавших его по … портретам, но видевших впервые, он оказывался неожиданно малого роста. Быть может, потому что в мысленном представлении он рисовался рядом с открывшим его и вывезшим в столицу из Одессы Маяковским» (В. Перельмутер).

### После переезда в Москву
В 1925 году Кирсанов переехал в Москву. Как он напишет в автобиографии, «В Москве тепло принят лефовцами. Начинаю печататься в прессе. Живу плохо, голодаю, сплю под кремлёвской стеной на скамье. Приезжает из Америки Маяковский. Дела улучшаются. Пишем вместе рекламные стихи и агитки». Кирсанов познакомился с Николаем Асеевым. Через год в Государственном издательстве вышел первый сборник стихотворений Кирсанова «Прицел. Рассказы в рифму», ещё через год — сборник «Опыты». К Кирсанову начинает приходить известность. По приглашению грузинских поэтов он в 1927 году четыре месяца жил в Тифлисе.
В 1928 году Кирсанов женился на Клавдии Бесхлебных. Клавдия Кирсанова отличалась общительностью, вызывала симпатию у известных людей. Среди её ближайших друзей были жена Асеева Оксана, Асаф Мессерер и его сестра Суламифь, Анель Судакевич, Михаил Кольцов, Александр Тышлер, Михаил Ботвинник. Клавдия помогла Кирсанову расширить круг знакомых.
В 1928 году Кирсанов опубликовал в издательстве «Земля и фабрика» поэму «Моя именинная» (ещё раньше её напечатал Маяковский в журнале «Новый ЛЕФ»). По воспоминаниям Лили Брик, Маяковский часто напевал отрывки из поэмы. В том же году Кирсанов издал стихотворение «Разговор с Дмитрием Фурмановым» (с подзаголовком «Из поэмы „Диалоги“»; эта поэма не была написана). «Разговор с Дмитрием Фурмановым» хвалили за идейную насыщенность, противопоставляя стихотворному трюкачеству неагитационных произведений. В конце 1920-x Кирсанов написал, а в 1930 году выпустил поэму-антиутопию «Последний современник» (обложка книги была сделана Александром Родченко), которую критиковали и больше не издавали, в конце 1940-х даже прекратили включать в его библиографии. В пятом томе «Литературной энциклопедии» (1931) Кирсанова обвинили в «идеологическом срыве», в том, что будущее изображено им с мелкобуржуазных позиций.
14 апреля 1930 года покончил с собой Маяковский, что стало для Кирсанова личным горем. Кирсанов считал себя его литературным наследником; Маяковский незадолго до смерти начал писать поэму о первой пятилетке («Во весь голос»), и Кирсанов решил выполнить замысел учителя.
Здесь, в крематории, пред пепловою горсткой
присягу воинскую я даю
в том, что поэму выстрою твою
как начал строить ты, товарищ Маяковский.Семён Кирсанов.
Поэма Кирсанова «Пятилетка» вышла в 1931 году. Она написана в стиле Маяковского, содержит много реминисценций и даже буквальные лексические вставки. Вера автора в коммунистические идеалы и в их предстоящее торжество, по мнению Э. Шнейдермана, составителя сборника стихотворений и поэм Кирсанова в серии «Новая Библиотека поэта», не вызывает сомнения. Кирсанов и дальше продолжает следовать идейным традициям, которые свойственны позднему творчеству Маяковского, пишет поэмы «Золотой век» (1932) и «Товарищ Маркс» (1933).

…Кирсанов выпустил поэму «Товарищ Маркс» — к 50-летию со дня смерти своего героя. В конце поэмы Маркс ждал в Брюсселе известий о парижской революции 1848 года, а поезд вёз эти известия через ночь: «Едет, едет, едет паровоз, паровоз едет. С неба светит пара звёзд, пара звёзд светит… Паровоз едет слепо, пара звёзд светит с неба. Паровоз слепо светит, пара звёзд с неба едет… До Брюсселя сорок вёрст, сорок, сорок. Поскорее бы довёз — скоро, скоро!» Критик огорчался: казалось бы, и тема у Кирсанова актуальная, и идея на месте, и эмоции правильные, а почему-то из всей поэмы в памяти только остается «Едет, едет, едет паровоз…».
— Михаил Гаспаров
Известный театральный режиссёр Марк Розовский говорил, что, «советизируя» себя в духе Маяковского, Кирсанов всегда оставался мастером и эстетом, выросшим из культуры Серебряного века.
В 1930—1934 годах у Кирсанова выходит пять небольших сборников агитационных газетных стихов. Тогда же начинает формироваться другое, самобытное направление в его творчестве. Оно отразилось в сборниках «Слово предоставляется Кирсанову» (1930) и «Тетрадь» (1933). Благодаря оформлению Соломона Телингатера сборник «Слово предоставляется Кирсанову» как образец книжного дизайна хранится в Музее книги Российской национальной библиотеки.
В начале 1934 года Кирсанов и его жена переехали в дом недалеко от Гоголевского бульвара. Там же (в надстройке верхнего этажа) поселились и другие писатели. Соседом Кирсанова был Осип Мандельштам. У них установились очень хорошие отношения; они часто выходили на плоскую крышу и читали друг другу свои стихи.
В мае того же года Мандельштам был арестован и отправлен в ссылку. Анна Ахматова вспоминала, что «когда арестовывали Мандельштама, за стеной у Кирсанова играла гавайская гитара». Ахматова находилась в квартире Мандельштама во время ареста, приехав из Ленинграда в гости к поэту и его жене. Впоследствии Александр Галич начал свою посвященную памяти Мандельштама песню «Возвращение на Итаку» со слов: «Всю ночь за стеной ворковала гитара, / Сосед-прощелыга крутил юбилей…». Галич говорил о том, что Кирсанов не знал о проходившем до утра обыске (пластинки, на которых играла модная тогда гавайская гитара, тоже ставились до утра). Всё это печальное совпадение «не должно бросить тень на отношение к Мандельштаму Кирсанова, который не только восхищался его поэзией, но и был одним из немногих, кто … помогал ему материально».

Решающей для его репутации стала «лефовская» молодость, близость к Маяковскому, преклонение перед которым он выказывал искренне и открыто. Вкупе с фонтанирующим стиховыми неожиданностями даром это принесло ему известность, даже славу, сделало, по всем приметам, советским писателем, благополучным во всех отношениях.
Добавить сюда фрагмент из воспоминаний Ахматовой … сосед веселился, принимая совсем других гостей. … Эпизод замечательно растиражирован знаменитой песней Галича из «Литераторских мостков». Вот и готов образ даровитого баловня судьбы, который полон, упоен собой, а происходящее вокруг, с другими, — трын-трава…
— Вадим Перельмутер
Ранее, в 1933 году, Кирсанов написал и сдал в набор «Альманаха с Маяковским» «Поэму о Роботе», где использовал первую строфу из написанного в 1911 году стихотворения Мандельштама, якобы сочинённую роботом. М. Л. Гаспаров, посчитав это насмешкой, однако писал, что «Кирсанов, хоть и ученик футуристов, умел ценить и Блока, Гумилёва, Клюева… бережно помнил, как его стихи хвалили и Мандельштам, и Цветаева».
«Поэма о Роботе» вызвала и положительные, и отрицательные отзывы критиков (но отрицательные преобладали). После книжного издания поэма не переиздавалась тридцать лет. Кирсанов хотел, но так и не смог включить её в сборник «Поэмы» (1956). И хваливший Кирсанова В. Никонов, и признавший только высокий формальный уровень А. Лейтес ссылались в своих рецензиях на высказывания И. В. Сталина о людях, о технике.
В 1934 году Кирсанов участвовал в Первом Всесоюзном съезде писателей, выступал на этом съезде. Вошёл в организованный Союз писателей СССР.
В том же году Кирсанов написал и опубликовал в журнале «Красная новь» поэму «Золушка». Эту поэму критика приняла положительно (осудивший «Поэму о Роботе» А. Лейтес назвал «Золушку» прекрасной), хотя отрицательные оценки (в том числе с обвинениями в формализме) тоже были. «„Золушка“ — вся в мире вымысла, вся соткана из сказок… Иной многословный поэт, напади он на такую руду, из материала одной кирсановской строфы вытянул бы по поэме — такова ёмкость её… Старые сказки по-новому прочтены Кирсановым…» (Владимир Никонов).
В 1963 году П. Выходцев отметил, что «Золушка» написана по тому же принципу, что и поэма Марины Цветаевой «Царь-девица» (1922). При этом Выходцев критиковал и Цветаеву, и Кирсанова, считая: такие сказки лишены «социально-исторического смысла и национальной почвы. В образах нет даже намёка на русский характер». Д. Петров, напротив, считал: «Кирсанов был оригинальнейшим фольклористом, хотя и не занимался собственно филологией. Стоит перечитать кирсановскую „Золушку“…».

### Всесоюзная известность
В 1935 году вышли книжные издания «Поэмы о Роботе» и «Золушки» («Золушки» — с рисунками Александра Тышлера), а также сборник «Новое» (который М. Л. Гаспаров назвал переходным в творчестве Кирсанова). К Кирсанову пришла всесоюзная известность. Он вместе с Александром Безыменским, Владимиром Луговским и Ильёй Сельвинским поехал за границу для публичных выступлений в Праге и Париже. Стихи Кирсанова перевёл на французский Луи Арагон; переведены они были и на чешский язык. В автобиографии Кирсанов позже написал: «На обратном пути проезжаю Берлин. Ощущение близкой схватки. Это выражено в „Поэме о Роботе“ и в поэме „Война — чуме!“». По мнению М. Л. Гаспарова, «„Поэма о Роботе“ … сочетала сказочность и публицистику, потом они раздвоились, „Золушка“ … вылилась в чистую сказочность, „Война — чуме!“ (1937) — в чистую публицистичность». Но во второй половине 1930-х годов в поэзии Кирсанова преобладали лиризм, трагическая любовная лирика, социально-исторические и философские обобщения.
В 1936 году у Кирсановых родился сын Владимир; тогда же семья переехала в кооперативный дом писателей (Лаврушинский переулок). Кирсанов опубликовал антивоенную поэму «Герань — миндаль — фиалка». «…свободный стих, по правилам — нерифмованный, но Кирсанову это было скучно, и он рассеял немногочисленные рифмы, в незаметных и неожиданных местах. Потом — „Ночь под Новый век“ (1940) … рифмы вышли из подполья и разбросались по строчкам в нарочито причудливых переплетениях… В науке такая система стихосложения называется, парадоксальным образом, „рифмованная проза“. „Рифмованная“ — потому что от трети до половины всех слов оказываются рифмованными (в два с лишним раза больше, чем, например, в „Евгении Онегине“). „Проза“ — потому что эти рифмы не членят текст на стихотворные строчки, не подчеркивают в нём ни ритмических, ни синтаксических пауз, а возникают неожиданно и непредсказуемо — не как структура, а как украшение» (М. Л. Гаспаров).
На следующий год от туберкулёза горла, обострившегося после беременности, умерла Клавдия Кирсанова. 6 апреля 1937 года в «Литературной газете» был напечатан некролог с выражением соболезнования. 1 июня 1937 года, в день рождения покойной жены, Кирсанов написал «Твою поэму».
«Поэма Кирсанова об умершей жене. Есть очень хорошие, подлинно поэтические места, когда по-настоящему сжимается горло от слёз…», — писал в дневнике драматург Александр Афиногенов. Константин Симонов в своей рецензии признался, что «давно и упорно … не любил и не воспринимал» Кирсанова, но «Твоя поэма» глубоко его взволновала и перевернула все привычные представления о её авторе. Впоследствии Евгений Евтушенко в составленной им антологии «Строфы века» написал, что Кирсанова было бы несправедливо считать только формалистом, и назвал лучшим (с оговоркой «пожалуй») произведением Кирсанова «Твою поэму».
Свои переживания поэт отразил и в написанных вскоре циклах стихов «Последнее мая» и «Стон во сне». Среди этих стихотворений выделяются «Четыре сонета» (1938). По собственному признанию Кирсанова, его душевное состояние начало складываться в строки, связность чувств привела к строгой форме сонета. Поскольку текст разрастался, сонетов получилось четыре. И тогда, говорил Кирсанов студентам Литературного института, он догадался, как не превратить единое по смыслу и чувствам стихотворение в четыре изолированных сонета. Нарушая правила сонетной формы, он стал перекидывать фразы из сонета в сонет, и теперь они выглядели единым целым, что, по его словам, определило общую мысль. «…излагать (готовые) мысли в стихотворной форме (значило бы) делать вещи, которые противоественны для искусства… Слово и есть мысль» (С. Кирсанов).
Преподавать в Литературном институте Кирсанов начал в 1937 году. Среди студентов его семинара на факультете поэзии были Борис Слуцкий, Михаил Кульчицкий, Николай Глазков, Ксения Некрасова. Кирсанов руководил созданием клуба писателей, который стал центром столичной литературной жизни, печатал в «Литературной газете» и «Комсомольской правде» статьи о тенденциях современной литературы. В 1939 году его наградили орденом Трудового Красного Знамени и избрали депутатом Моссовета. Вышли сборники «Дорога по Радуге» (1938; туда были включены некоторые ранние стихотворения), «Мыс Желания» (1938) и «Четыре тетради» (1940), поэма «Неразменный рубль» (1939), сюжет которой восходит к старому народному поверью и рассказу Николая Лескова «Неразменный рубль. Рождественская история».
Смерть жены разрушила созданный ею дружеский круг. Друзьями Кирсанова остались только Николай Асеев, Лиля Брик и её муж Осип.
В 1939—1940 годах Кирсанов опубликовал в журнале «Молодая гвардия» «Поэму поэтов», куда вошли стихи придуманных авторов — Клима Сметанникова, Варвары Хохловой, Андрея Приходько (Кирсанов в прозаическом предисловии назвал также Богдана Гринберга, но его стихи пока не публиковал). Все они знакомы друг с другом, живут в одном городе Козловске (намёк на город Козлов, где жил и работал И. В. Мичурин; Кирсанов ещё за несколько лет до этого определил себя как поэта: «Я, в сущности, мичуринец»). Сметанников и Варвара Хохлова любят друг друга; Приходько — слепой, и это отражается в его творчестве. Позже, в «Поэме фронта» (1941—1942), Кирсанов написал о героической гибели Варвары Хохловой на войне. «Когда Кирсанову показалось, что молодых поэтов мало, он их выдумывал. Так была создана, а сказать точнее, изобретена „Поэма поэтов“ — редкостная в литературе вещь…» (Б. Слуцкий). Критика отнеслась к «Поэме поэтов» настороженно или даже с осуждением, обвинив в «потере чувства ответственности перед читателем».
В конце 1940 года «Комсомольская правда» отдала целую страницу новогоднего номера для публикации новой поэмы Кирсанова «Ночь под Новый век». В том же году Кирсанов написал (но не стал издавать) стихотворение «Предчувствие» («К Земле подходит Марс…»).

### В годы Великой Отечественной войны
В 1941 году 34-летний Кирсанов женился на 18-летней Раисе Беляевой. В июне супруги уехали в Ригу, где их застала война. При возвращении в Москву в последний момент пришлось менять билеты; поезд, на котором должны были ехать Кирсанов и его жена, оказался расстрелян истребителями Люфтваффе. В начале Великой Отечественной войны Кирсанов руководил литбригадой в организованных по его инициативе «Окнах ТАСС». По этому поводу неизвестным автором на него была сочинена эпиграмма:
Поэты наши ищут бури,
Стремясь к газете фронтовой.
А он, мятежный, сидит в Пуре,
Как будто в Пуре есть покой.
Кирсанов же, после окончательной организации «Окон ТАСС», в конце июня добровольцем пошёл на фронт. Первоначально он был военным корреспондентом «Красной звезды», его направили на Северо-Западный фронт в районе Новгорода, где шли тяжёлые бои. Затем Кирсанова перевели в газету Центрального фронта, в район Гомеля. При отступлении его часть попала в окружение, из которого с трудом удалось выйти. Проведя несколько дней в Москве, Кирсанов снова отправился на фронт: сначала Карельский, потом — Калининский. Он участвовал в освобождении Севастополя и Риги, получил две контузии. Закончил войну в чине майора интендантской службы.
Кирсанов писал стихи, которые публиковал во фронтовых газетах. Позже литературовед А. Абрамов отметил резкий поворот Кирсанова «к простоте и ясности речи», в связи с которым «проще стала и его словесная игра». Лирическим дневником начала войны стала поэма «Эдем», где Кирсанов взял за основу библейскую тему изгнания Адамы и Евы из рая. Здесь обыгрывалось и уменьшительное имя второй жены — Рая. Эту поэму он долго и не пытался публиковать. Отдельной книгой была издана «Поэма фронта». В 1942 году Кирсанов начал писать солдатский лубок «Заветное слово Фомы Смыслова, русского бывалого солдата», издававшийся миллионными тиражами (листовки и брошюры). «Заветное слово» было написано рифмованной прозой даже не по желанию автора, а для экономии бумаги, «как слово, прорифмованное уже насквозь» (М. Л. Гаспаров).
Писатель-фронтовик Михаил Алексеев назвал героя бесстыдно-фальшивым, утверждал, что никто в окопах этого не читал, а такие, как он, политруки рот стыдились давать поучения Смыслова своим солдатам. Однако, вопреки заявлениям М. Алексеева, Кирсанов получил множество писем от солдат, некоторые из них даже считали, что Фома Смыслов действительно существует. Это подтвердил и Ираклий Андроников, который был с поэтом на Калининском фронте, подтвердил уже в 1956 году на вечере, посвящённом пятидесятилетию Кирсанова. Андроников выразил сожаление, что работа не получила достаточного признания. Ещё позже Борис Слуцкий писал, что бывалый солдат уже забыт, но в своё время того читали не меньше, чем «Василия Тёркина» Александра Твардовского. Сам Кирсанов считал «Заветное слово» своим главным произведением, написанным в годы войны.

Что такое «Фома Смыслов»? Раёшник, ухудшенный вид литературы для простых людей? Тысячу раз нет. Я утверждаю, что ни на одну свою вещь я не потратил столько труда. Я утверждаю, что вложил в неё все своё мастерство. Я обратился к русскому старинному лубку, взял и усовершенствовал построение фразы, добился строгости композиции в этом мало изученном жанре. Я изучил народные заговоры от меча, от пули, от дурного глаза… Я добился успеха только потому, что возродил в «Фоме Смыслове» исчезнувший русский стих, сохранившийся только в пословицах. Фома Смыслов — это мой эпос.
— Семён Кирсанов (из выступления 8 февраля 1944 года на IX съезде Союза писателей СССР)

### После войны
В июне 1945 года Кирсанов был демобилизован. В том же году вышел сборник «Стихи войны: Из произведений 1941—1945 гг.». После окончания в сентябре Второй мировой войны Кирсанов написал венок сонетов «Весть о мире», который был отклонен журналом «Знамя» и напечатан только в 1958 году. Главному редактору журнала Всеволоду Вишневскому, упрекнувшему его в пессимизме, Кирсанов ответил: «Это сложная цепь реакций человека на первый день мира, который оказывается первым днём новой войны. То, что это так, никто не может опровергнуть». Через тринадцать лет в предисловии к публикации «Вести о мире» Кирсанов вспоминал, как радость соединялась с мыслями о взрыве в Хиросиме. Позже Д. Петров обратил внимание на стихотворение 1933 года «Осада атома» и особенно на слова «…как динамит! как взрыв!», написав о пушкинском отождествлении Поэта с Пророком.
В конце года Кирсанов закончил второй вариант поэмы «Земля и небо», снова получив отказ журнала «Знамя», несмотря на положительный отзыв входившего в редколлегию Симонова (окончательный вариант вышел через два года под названием «Небо над Родиной»). В качестве корреспондента газеты «Труд» Кирсанов освещал происходившее на Нюрнбергском процессе. Из Чехословакии ему прислали немецкий перевод «Четырёх сонетов», сделанный в 1943 году в Дахау, который узники концлагеря передавали друг другу.
В 1946 году в журнале «Октябрь» была напечатана поэма, посвящённая Александру Матросову, а в конце года вышла отдельной книгой. Посмертный рассказ от лица Матросова о его подвиге отличается «силой поэтической убедительности». М. Л. Гаспаров писал: «В „Александре Матросове“ куски … рифмованной прозы стали упорядоченно чередоваться, противопоставляясь, с кусками написанными правильным тоническим стихом и ещё более правильным 5-ст. ямбом».
Через год «Октябрь» опубликовал поэму «Небо над Родиной». Среди героев поэмы только один человек — Лётчик; кроме него, действуют Земля, Облака, Вихрь, Ветер и т. д. Юрий Минералов написал, что Облака выполняют в поэме такую же функцию, как хор в античных пьесах. М. Л. Гаспаров указал, что «в „Небе над Родиной“ несколько раз возникает ритм из „Колоколов“ Эдгара По — „Только луч, луч, луч ищет лётчик в мире туч…“, „Это плеск, плеск, плеск щедро льющихся небес…“ — и, конечно, это отсылка не только к Эдгару По, а ко всему романтическому чувству единства мироздания». Оригинальный ритм «Колоколов» Эдгара По точно отражён в переводе Валерия Брюсова: «Звон, звон, звон…». Ранее Кирсанов перевёл стихотворение знаменитого американского поэта и прозаика «Эннабел Ли» об умершей возлюбленной; этот перевод вошёл в цикл «Стон во сне». «Весть о мире» и «Небо над Родиной» в энциклопедии «Кругосвет» относят как к левому экспрессионизму конца 1920-х, так и к классической философской поэзии в духе Иоганна Вольфганга Гёте, Перси Биши Шелли. По мнению Ю. Минералова, в «Небе над Родиной» Кирсанов вернулся к форме средневековых мистерий, которую уже опробовал в поэме «Герань—миндаль—фиалка».
Попытку Кирсанова «написать о войне в космическом … масштабе … критика встретила шумным осуждением за отход от социалистического реализма». Положительные отзывы Веры Инбер и Павла Антокольского были одними из немногочисленных исключений. Как отметил М. Л. Гаспаров, это означало, что в послевоенные годы необходимо писать так же, как все. Понимание этого отразилось в названии последующих сборников Кирсанова — «Советская жизнь» (1948), «Чувство нового» (1948), «Время — наше!» (1950). Он также написал циклы «Стихи о Латвии» (194]) и «Месяц отдыха» (1952). В 1950 году была закончена начатая в конце 1946 года драма в стихах «Макар Мазай» о сталеваре-стахановце, расстрелянном фашистами. Её выпустили отдельной книгой в издательстве «Молодая гвардия», а затем она вошла в сборник «Выдающиеся произведения советской литературы, 1950 г.»; за неё Кирсанов получил Сталинскую премию третьей степени. В 1950—1952 годах он написал посвящённую своей довоенной творческой командировке поэму «Езда в незнаемое» (название перекликается с известной строкой Маяковского «Поэзия — вся! — езда в незнаемое»). В начале 1950-х Кирсанов начал активно заниматься переводом. Он переводил Пабло Неруду, Назыма Хикмета, Бертольда Брехта, Владислава Броневского, Генриха Гейне, Адама Мицкевича, Юлиуша Словацкого, Мирослава Крлежу, Витезслава Незвала. Пабло Неруда и Луи Арагон, часто приезжавшие в Москву, гостили у него дома.

### В годы оттепели
В 1954 году Гослитиздат выпустил двухтомное собрание сочинений Кирсанова. Тогда же в двенадцатом номере журнала «Октябрь» вышла поэма «Вершина», которую автор писал два года. На следующий год её опубликовало отдельной книгой издательство «Советский писатель». Через четыре года в «Справке о себе» Кирсанов заявил, что считает «Вершину» своим главным произведением последних лет, и выразил в ней своё отношение к смыслу человеческого труда, к себе как поэту (1958). М. Л. Гаспаров с одной стороны назвал поэму аллегорией, с другой — не нашёл в ней ничего, кроме патетически изложенных штампов советской поэзии. Он считал, что, будь она написана обычным 4-стопным или 5-стопным ямбом, было бы тяжело и подступиться к этим 70 страницам. Однако Кирсанов написал поэму коротким 2-стопным ямбом, что сделало её занимательной и читать её стало легче. Этот формальный эксперимент, по мнению Гаспарова, спас и тему, и идею.
В начале 1956 года Кирсанов поехал в Лондон, затем — в Италию. Под впечатлением этой поездки он написал цикл «Стихи о загранице». 12 стихотворений вышли в пятом номере журнала «Октябрь» под заголовком «Альпы — Венеция», 8 — в шестом номере «Дружбы народов» под заголовком «Из дорожной тетради»; полностью цикл из 26 стихотворений был опубликован через два года в сборнике «Этот мир». В девятом номере журнала «Новый мир» вышла вдохновлённая XX съездом КПСС поэма «Семь дней недели», которая своим упором на злободневные проблемы вызвала много резких критических замечаний. По мнению критиков, Кирсанов «увлекшись, нарисовал такую картину, что у нас все и вся задушено бюрократизмом», поэма «полна глубокого пессимизма», «в кривом зеркале представляет советских людей, искажает действительность, клевещет на наше общество».
Несмотря на критику, в 1957 году Кирсанов в связи с пятидесятилетием получил второй орден Трудового Красного Знамени. Тогда он часто жил в Ленинграде, писал стихи об этом городе. 9 стихотворений цикла «Ленинградская тетрадь» напечатал журнал «Знамя»; полностью, отдельной книгой цикл из 22 стихотворений издал через три года «Советский писатель». Впоследствии Кирсанов написал и «Московскую тетрадь».
В 1958 году Кирсанов расстался со своей второй женой, тяжело переживая этот разрыв. Его чувства прежде всего отразились в цикле «Под одним небом» (1960), который открывается заглавным стихотворением. «…Под одним небом, на Земном Шаре мы с тобой жили…» — «этот ритм легко и естественно возникает … и мало кто вспоминает, что он называется греческим словом ионик, употреблялся в торжественных трагедиях и считался почти немыслимым для передачи по-русски» (М. Л. Гаспаров).
Для сборника «Этот мир» (1958) Кирсанов сделал новый вариант «Поэмы поэтов», добавил одно стихотворение Климу Сметанникову, четыре — Варваре Хохловой, два — Андрею Приходько. «Школьный дневник» Хохловой закончился связанным с началом войны стихотворением «Не жди меня», своеобразным противоречием симоновскому «Жди меня, и я вернусь…» (в статье уже говорилось, что Варвара Хохлова погибла в «Поэме фронта»). Были опубликованы под заголовком «Взгляд на вещи» пять стихотворений упомянутого в довоенном предисловии Богдана Гринберга, стихов которого в первом варианте, однако, не было. Все они входили в цикл Кирсанова «Взгляд на вещи. Лирическая тетрадь», датированный 1940 годом, но опубликованный только в сборнике «Избранные стихотворения» (1956). В окончательный вариант «Поэмы поэтов» вошли остальные два стихотворения цикла. Под именем Хрисанфа Семёнова Кирсанов включил в «Поэму поэтов» свой цикл «Высокий раёк», уже не первый образец рифмованной прозы, до этого опубликованный в сборнике «День поэзии» (1956).
Филолог О. Федотов считал «Высокий раёк» Кирсанова своеобразным синтезом тех элементов, которые характерны для стиха и прозы. М. Л. Гаспаров писал, что слово «раёк» не слишком подходит для названия новой стихотворной формы, поскольку фольклорный «раешный стих» чётко делился на строки. Но, продолжал Гаспаров, Кирсанову были важны разные значения слова: низкий балаганный раёк, «высокий раек театральной галерки — и большой рай настоящей поэзии». Кирсанов также написал новое, стихотворное предисловие — о получении бандероли с шестью тетрадями. О шести поэтах говорилось и в довоенном предисловии, но шестой пока отсутствовал.
В 1959 году Кирсанов поехал на Международную встречу поэтов в городе Кнокке-ле-Зут (Бельгия). Там он познакомился с бельгийской художницей и поэтессой Изабель Баэс, которой посвятил цикл стихотворений (впоследствии названный им поэмой) «Следы на песке». Вначале её имя неоднократно упоминалось в стихах, но, перерабатывая их для издания в «Дне поэзии» (1960), Кирсанов оставил имя лишь зашифрованным в названии стихотворения «И за белой скатертью» («И з а б е л ой скатертью»). Четыре стихотворения были положены на музыку Микаэлом Таривердиевым (особенно известной стала песня «У тебя такие глаза», вошедшая в фильм Михаила Калика «Человек идёт за солнцем»
), три — Аркадием Томчиным. Через много лет стихотворение «Я бел, любимая», уже положенное на музыку Томчиным, стало песней Кима Брейтбурга и его рок-группы «Диалог» «Любил тебя». В названии использовалась последняя строка стихотворения.
В 1960 году Кирсанов женился на Людмиле Лукиной. В том же году у них родился сын Алексей. В 1962 году вышел дополненный вариант сборника «Этот мир», куда был включен и цикл «Под одним небом». Кирсанов лишь изменил полное название книги («Этот мир: стихи» вместо «Этот мир: новые стихотворения») и поменял издательства — «Правда» (Библиотека «Огонёк») вместо «Советского писателя». В конце этого года «Советский писатель» выпустил сборник «Лирика», куда вошли многие не публиковавшиеся до этого произведения, в том числе поэма «Эдем».

### Последние годы жизни
В 1963 году у Кирсанова появились признаки начинающегося рака горла. Первые болезненные ощущения он испытал в самолётах, когда увлёкся астрономией и часто летал в Крым, в астрофизическую обсерваторию. Затем у Кирсанова обнаружили опухоль в гайморовой полости. В Московском госпитале челюстно-лицевой хирургии была проведена операция, опухоль удалили, однако операция повредила нёбную занавеску.
«Космогонический» цикл «Год спокойного Солнца», выпущенный к Международному году спокойного Солнца, опубликовали в декабрьском номере журнала «Наука и жизнь» 1964 года. Д. Петров считал жажду знаний, возможно, главной чертой поэтического характера у Кирсанова. Расширенный вариант цикла (под названием «На былинных холмах») вошёл почти через три года в сборник «Зеркала». В 1964 году была издана книга стихотворений и поэм «Однажды завтра», куда вошло самое крупное произведение Кирсанова «Сказание про царя Макса-Емельяна», источником которого стала народная драма «Царь Максимилиан». Эта сюжетная поэма в 1968 году была с аншлагом поставлена Марком Розовским в студенческом театре МГУ «Наш дом».
Подавляющая часть поэмы была написана рифмованной прозой. Рифмованную прозу М. Л. Гаспаров считал «вершиной стиховых изобретений Кирсанова…». «Порой поэту случается открыть новый размер, но почти невозможно открыть новую систему стихосложения», писал он. «Кирсанову это удалось». Гаспаров также указал, что предшественников у Кирсанова не было, если не считать некоторых оставшихся в тени экспериментов
Андрея Белого. Однако новая система стихосложения, продолжил Гаспаров, осталась незамеченной и попала в запасники русской поэзии, где ждёт, когда сменятся литературные вкусы.
Летом 1965 года Кирсанов прошёл курс лучевой терапии в Центральной клинической больнице. В ноябре он поехал вместе с женой во Францию для того, чтобы продолжить лечение. Тогда же в Париже вышла составленная Эльзой Триоле двуязычная антология русской поэзии «La poésie russe». Стихотворение Кирсанова «Пустой дом» было представлено сразу в трёх переводах — самой Триоле, Эжена Гильвика и Леона Робеля. В. Перцов писал об этом: «Стихотворение действительно замечательное, его можно поставить по силе выражения в нём горькой необратимости жизни в один ряд с иными верленовскими». В антологию вошли также «Четыре сонета», «Под одним небом», «Жизнь моя, ты прошла, ты прошла…».
В 1966 году вышел сборник «Книга лирики» с указанием на титульном листе 1925—1965, то есть книга являлась обзором сорокалетнего творчества. Здесь Кирсанов напечатал окончательный вариант «Поэмы поэтов». Появился шестой поэт, Глеб Насущный, «автор» 19 стихотворений. Цикл Богдана Гринберга, который теперь назывался «Экстракты», дополнился шестью новыми стихотворениями. Цикл написан верлибром, но, как и в поэме «Герань — миндаль — фиалка», Кирсанов добавил в него некоторые рифмы.
В связи с шестидесятилетием Кирсанова наградили орденом Ленина. Тогда же он написал стихотворение «Эти летние дожди…», впоследствии положенное на музыку Марком Минковым. Давид Самойлов, вспомнив в своей статье о «неслыханной простоте», к которой после долгих блужданий пришли Борис Пастернак и Николай Заболоцкий, написал, что по-своему такой же путь прошёл и Кирсанов. Самойлов назвал его творчество энциклопедией поэтических экспериментов, отметил, что для Кирсанова в поэзии нет никаких трудностей. Однако акцент Самойлов сделал на то, что Кирсанов всё чаще пишет «сдержанные и прозрачные» стихи. Одно из таких стихотворений Самойлов решил привести целиком, выбрав «Эти летние дожди…».

…хулы ему досталось никак не меньше, чем хвалы. Причём хвалили и ругали за одно и то же. За формализм — за что же ещё! За «словесное трюкачество» и «эстетско-формалистскую окраску творчества», которые, переводя из негатива в позитив, можно поименовать «разнообразием ритмов и словесной изобретательностью» или «поэтикой циркового происхождения». В первом случае дело сводится к призыву преодолеть формализм, во втором, хвалебном, с удовлетворением отмечается, что с годами эта поэзия все же стала «проще по форме» и что «перед самой смертью… поэт написал несколько пронзительных прощальных стихов»…
— Вадим Перельмутер
Через год издаётся сборник «Искания», в который вошли наиболее спорные по догмам официальной критики стихотворения (но Кирсанов уже считался мэтром советской поэзии). Будучи болен, Кирсанов тем не менее много путешествовал. В 1966 году он отправился в Польшу, участвовал там во встрече бывших корреспондентов на Нюрнбергском процессе, в 1967 году ездил на поэтическую конференцию во Францию и на выставку международной книги в Чехословакии. Чешский Союз Писателей пригласил его посетить вместе с женой Прагу, что Кирсанов и сделал летом следующего года, а в ноябре участвовал в международной конференции переводчиков (Венгрия). В июле 1969 года он полетел в Чили на празднование шестидесятипятилетия Пабло Неруды.
В 1970 год]у вышел сборник «Зеркала», который составили новая поэма с таким же названием и стихи последних лет. В цикле «Больничная тетрадь», а также некоторых других стихотворениях, отразились мысли о близкой смерти.
Вадим Перельмутер вспоминал, что, после публикации нескольких стихотворений из «Больничной тетради» в конце 1960-х годов, Сергей Наровчатов на семинаре в Литературном институте отзывался о них раздражённо, говоря, что поэт заглянул в небытие, но от словесной эквилибристики отказаться не может. Наровчатов цитировал стихотворение «Никударики», считая, что легкомысленно писать о таких вещах просто неэтично, и даже рифму «куда же вы — Пока живи», из тех, которые принято было считать несерьёзными (особенно в финальной строфе), находил если не бестактной, то по крайней мере нелепой.

Его «Больничная тетрадь» — действительно больничная и действительно написанная в многолетнем предвидении смерти: «С тихим смехом „навсегданьица!“ — никударики летят…» «Боль больше, чем бог», которой «болишься, держась за болову, шепча болитвы…»: «На кого ты оставил мя, Госпиталь?»… Здесь, где умирающий из последних сил держится за живое слово, вряд ли кто почувствует легкомыслие и фокусничество. Если помнить об этом, оглядываясь на ранние его стихи — «моросит на Маросейке», «коллоквиум колоколов», «дирижабль ночь на туче пролежабль», «чудесаблями брови, чудесахаром губы», «люботаника», «тебетанье», «да-былицы», «зеленограмма», «с ничегонеделанья… с никуданебеганья… с ниокомнедуманья», — то такая игра самопрорастающими значениями слов перестает казаться пустяками.
— Михаил Гаспаров
В последние два года жизни Кирсанов очень много работал. Он написал поэму «Дельфиниада», подготовил новое издание сборника «Зеркала», придумав дизайн обложки и титульного листа, а также составил собрание своих сочинений в четырёх томах, успев сдать рукопись в издательство «Художественная литература». Первый том — «Лирические произведения», второй — «Фантастические поэмы и сказки», третий — «Гражданская лирика и поэмы», четвёртый — «Поэтические поиски и стихи последних лет». Готовя собрание сочинений, Кирсанов старался выдвинуть на первый план самое большое и серьёзное. В 24-м номере журнала «Огонёк» за 1972 год вышла основательная подборка не публиковавшихся до этого стихов «От самых ранних до самых поздних», охватившая пятьдесят лет (1922—1972).
Кирсанов с семьёй переехал в новую квартиру (Большая Грузинская улица). В июне он отправился в Варшаву на юбилей Владислава Броневского. В ноябре болезнь серьёзно обострилась. 10 декабря 1972 года Семён Кирсанов умер. Он похоронен на Новодевичьем кладбище в Москве.

Нам виделось Кватроченто,
и как он, искусник, смел…
А было — кровотеченье
из горла, когда он пел!
— Андрей Вознесенский, «Похороны Кирсанова»

## Кирсанов как человек
Марк Розовский, вспоминая, как Кирсанов приходил в ресторан Центрального дома литераторов, говорил, что тот любил хороший вкус во всём — и в сервировке, и в еде. В то же время, по воспоминаниям старшего сына, Кирсанов одевался дёшево, хотя и броско. Получая хорошие гонорары, он не покупал второй жене дорогой одежды, драгоценностей, но купил ей машину. Он отказался от дачи в Переделкино и стал владельцем дачи только после получения Сталинской премии (при этом сам был председателем кооператива).
Как вспоминал Ираклий Андроников, Кирсанов мог со знанием дела поговорить с разными людьми на разные темы — и о составе берёзового сока, и о теории относительности, и о многом другом. Кирсанов, которому помог Маяковский, любил помогать молодым поэтам; по собственному признанию Евгения Евтушенко, охотно дал тому рекомендацию в Союз писателей, хотя сам назвал его стихи плохими (Евтушенко тогда подражал Кирсанову). Кирсанов читал стихи, которые ему присылали, нередко читал их и своему старшему сыну. По словам сына, его отец с одной стороны был человеком от мира сего, человеком честолюбивым, с другой — самозабвенно любил поэзию, талант заменял ему всё.

## Семья
Первая жена поэта (1928—1937) — актриса Клавдия Карповна Кирсанова (урождённая Бесхлебных, 1908—1937) — и сын от первого брака — историк науки, доктор физико-математических наук Владимир Кирсанов (1936—2007) — похоронены на Новодевичьем кладбище. Владимир Кирсанов был доктором физико-математических наук («Ранняя история “Математических начал натуральной философии” Исаака Ньютона», 1999), первым вице-президентом Международного союза истории и философии науки (2001—2005), действительным членом Международной академии истории науки (c 2006 года). Имея высшее техническое образование, окончил в 1978 году Институт иностранных языков, переводил поэтические произведения с французского и латыни; автор монографии «Научная революция XVII века» (М.: Наука, 1987).
Вторая жена — Раиса Дмитриевна Кирсанова (урождённая Беляева, 1923—1986), переводчик художественной прозы, чемпионка ВЦСПС по теннису в одиночном (1954) и парном (1958) разрядах, чемпионка Москвы в парном разряде (1961), в 1955—1959 годах входила в десятку сильнейших теннисисток СССР.
Третья жена поэта Людмила Михайловна Кирсанова (урождённая Лукина, 1935—2007) окончила в 1959 году геологический факультет МГУ, ещё студенткой участвовала в Заилийской ледниковой экспедиции. О ней писали в своих воспоминаниях Эдуард Володарский, Константин Кедров, Олеся Николаева. Людмила Кирсанова похоронена рядом с мужем на Новодевичьем кладбище. Там же похоронен их сын Алексей, умерший в 1996 году.
Сестра — Берта Исааковна Кортчик (9 июля 1903 — ?), в подростковом возрасте вступила в партию эсеров вместе с одноклассницами по гимназии, но участия в революционном движении не принимала, вышла замуж за писателя Рафаила Моисеевича Брусиловского; их сын — художник Анатолий Брусиловский.

## Особенности и результаты творчества
Кирсанов выпустил 64 книги (включая переиздания). При переизданиях могли измениться состав, заглавия разделов, часто — названия стихотворений и их тексты. Многие стихотворения были напечатаны только в прессе, в коллективных сборниках. Будучи лефовцем, он, как Маяковский и Асеев, постоянно публиковал стихи на злобу дня. Большинство, потеряв свою актуальность, уже не переиздавалось. Сотни стихотворений так и остались в рукописях.
В 1974—1976 годах вышло посмертное, но подготовленное самим автором собрание сочинений в четырёх томах. Ещё через год 22-м выпуском серии «Мастера советского перевода» стала книга «Вечерняя жатва: Стихи зарубежных поэтов в переводе Семена Кирсанова». Затем в течение длительного времени произведения Кирсанова не издавались. Было издано только одно научное исследование его творчества — книга Юрия Минералова «Поэзия. Поэтика. Поэт» (М., 1984). «Кирсанов не показан, полузабыт, оболган» (Лев Озеров).
В 2000 году вышла книга «Циркач стиха» (в 1985 году, когда отмечалось 40-летие Победы, издали сборник «Лирика военных лет»). Ситуация начала меняться. Как написал М. Л. Гаспаров, «теперь слово за следующими поколениями читателей».
Из современников Кирсанов больше всего ценил Леонида Мартынова. Поэтов сближали не только дружеские отношения, но и один общий исток их творчества — футуристический.
Наследником Кирсанова (в определённом смысле) был Андрей Вознесенский, писавший о нём с восторгом.
Для Кирсанова в поэзии большую роль играли рифмовка, ритм, каламбуры, часто составляя основу творчества. Это сделало его уникальной фигурой в советской поэзии. Его ранние стихи «Крестьянская — будённовцам» и «Красноармейская разговорная», напечатанные Маяковским в журнале «ЛЕФ», основывались на игре просторечий и диалектизмов. В 1935 году, в честь открытия московского метро, он написал стихотворение «Буква М», где практически все слова начинаются на эту букву. Свои формалистические эксперименты он продолжал всю жизнь: в стихотворении «Икар снов…», написанном за год до смерти, 24 строки представляют собой анаграммы псевдонима-фамилии Кирсанов, и только одна — саму фамилию. Однако последнее напечатанное при жизни, в последний год жизни стихотворение называется «Смерти больше нет…».

…ни Маяковский, ни Асеев не увлекались такой неброской вещью, как рифмовка одинаково выглядящих слов, а Кирсанов возвращается к ней вновь и вновь. В стихотворении «Птичий клин» рифмуется: «на мартовских полях — заметки на полях», «мое перо — как журавлиное перо», «птичий клин — город Клин», «в гости пожаловал — перо пожаловал»… Все это ради концовки «смысл — не в буквальном смысле слов, а в превращениях слова». …в поздних из этого получаются «Смыслодвойники» Глеба Насущного («Поэма поэтов»): «Вторых значений смысл мне видится во мгле…».
— Михаил Гаспаров
Кирсанова интересовали фигурные стихи: стихотворение «Мой номер» (завершающееся знаменитым самоопределением «циркач стиха») было фигурным, в виде канатоходца. Потом, в поэме «Пятилетка», стихами была расписана карта, и через неё протягивались строки «Вот — эмба-самаркандский нефтепровод». Фрагмент поэмы «Ночь под Новый век» напечатан в подлиннике в виде новогодней ёлки. Среди последних стихотворений — трагический «Ад» в форме воронки. Все это было развитием традиций кубофутуризма, а именно к нему, одному из направлений футуризма принадлежал ранний Маяковский. Кирсанов писал и палиндромы (например, «Лесной перевёртень»).
Кирсанов считается специалистами большим мастером фонетики. В посвященной этой теме статье Евгения Клюева он цитируется пять раз (причём три стихотворения — целиком) и определяется как идеальное «поле для наблюдений». Студентам Литературного института Кирсанов говорил, что в «Сонете» А. С. Пушкина, в его строках о Вордсворте («Когда вдали от суетного света / Природы он рисует идеал») незаметный повтор «сует…» — «…сует» совершенно не случаен. В стихотворении «Осень» Кирсанов сделал фонетический перевод Поля Верлена, и «Les sanglots longs / des violons / de l’autumn» превратилось в «Лес окрылён, / Веером — клён. / Дело в том…».
Но было бы неверно сводить поэзию Кирсанова только к эффектной игре букв, звуков и слов. «Звуковой образ и смысловой образ — два ключевых понятия поэтики Кирсанова», писал академик Гаспаров. «Необычно описать вид облаков или чувства асфальтируемого булыжника („Поэма поэтов“)», продолжал он, «построить целый мир из подземных овощей в „Поэме поэтов“ или из химических отрав в антивоенной поэме „Герань — миндаль — фиалка“ Кирсанов умеет и без игры словами… Монументальное начало поэмы „Эдем“, картина единой для всех времен войны добра и зла, тоже построена без звуковых образов — только смысловые». «Его поэзия часто аллегорична, он связывает актуальные политические темы с философскими и историческими, комические и игровые элементы — с серьёзным замыслом» (Вольфганг Казак). Поэзия Кирсанова охватывает «почти весь спектр поэтических тем и формальных экспериментов своего времени». В ней есть и высокая лирика, и полная пафоса поэтическая публицистика; она отличается мастерством стихосложения. Помимо многого другого, Кирсанов возродил стиль русского сказа.

Его литературная репутация определилась очень рано. И осталась, по существу, неизменной. В полном соответствии ей, посмертная книга избранного озаглавлена «Циркач стиха». Так он назвал себя, говоря о «номере поэзии», исполняемом высоко под куполом, «на проволоке строки», ни с кем не в ногу.
Даже поэты и критики, так сказать, профессиональные читатели, увлеченные или раздраженные тем — как говорит Кирсанов, упускали из внимания — что он говорит. Хотя, вроде бы, должны были знать о неразрывности этих вещей.
А Кирсанов — смысловик…
— Вадим Перельмутер

Интересно, что, несмотря на свою репутацию «формалиста», Кирсанов в свое время дал юному Евгению Евтушенко следующий совет: 
"Я, старый формалист, говорю вам: бросьте формализм. У поэта должно быть одно непременное качество: он может быть простой или усложненный, но он должен быть необходим людям… Настоящая поэзия — это не бессмысленно мчащийся по замкнутому кругу автомобиль, а автомобиль «скорой помощи», который несется, чтобы кого-то спасти… "

### Публикации в центральной прессе
- «Ночь под новый век», газета Комсомольская правда, 31 декабря 1940
- «Сегодня», газета Правда, 1 января 1941

### Сборники и циклы
- Прицел. Рассказы в рифмах, 1926
- Опыты. Книга стихов предварительная., М.-Л.: Госиздат, 1927, 132 с., 2 000 экз.
- Строки стройки, М., 1930
- Слово предоставляется Кирсанову, М., ГИЗ, 1930
- Ударный квартал, М., 1931
- Перед поэмой, М., 1931
- Стихи. М., 1931
- Стихи в строю, М., 1932
- Тетрадь, М., 1933
- Актив, М., 1933
- Из книг. М., 1934
- Новое: Желания. Походная сумка. Новая скорость, М., 1935
- Последнее мая (цикл стихотворений), 1937
- Дорога по Радуге, М., 1938
- Мыс Желания, М., 1938
- Четыре тетради, М., 1940
- Поэма фронта, Издание красноармейской газеты «Вперед на врага», Калининский фронт, 1942, 44с.
- Заветное слово Фомы Смыслова, русского бывалого солдата (цикл поэтических листовок), М., 1943
- Стихи войны: Из произведений 1941—1945 гг., М., 1945
- Весть о мире (венок сонетов), 1945 (опубликован в 1958 году)
- Советская жизнь, М., 1948
- Чувство нового, М., 1948
- Стихи разных лет. М., 1948
- Избранное. М., 1948
- Избранное. М., 1949
- Время — наше!, М., 1950
- Макар Мазай, М., 1951, 1953 (Сталинская премия третьей степени 1951 года)
- Стихотворения и поэмы. М., 1951
- Товарищи стихи, М., 1953
- Избранные стихотворения. М., 1956
- Этот мир, 1958, 2-е, расширенное издание — 1962
- Стихи. М., 1959
- Под одним небом (цикл стихотворений), 1960
- Следы на песке, 1960
- Ленинградская тетрадь (цикл стихотворений), М.,1960
- Лирика. М., 1962
- Однажды завтра, М., 1964
- Книга лирики. М., 1966
- Искания, М., 1967
- Стихотворения. М.,1967
- Зеркала, М., 1970, 2-е, расширенное издание — 1972
- Московская тетрадь (цикл стихотворений), 1970
- Кирсанов до Кирсанова (стихи 1915—1922 годов). Составители Алёна Яворская и Евгений Голубовский. Автор предисловия Евгений Голубовский. Издание Всемирного клуба одесситов и Одесского литературного музея. — Одесса: Зодиак, 2007. — 172 с[146].

### Поэмы
- Моя именинная: Поэма. — Облож. худож. Е. Рождественской. — М.-Л.: ЗЕМЛЯ и ФАБРИКА, 1928.; 51 с.; 2000 экз.
- Последний современник, М., 1930
- Пятилетка, М., 1931,
- Пятилетка [Владимиру Маяковскому]. — М.: ГИЗ Молодая гвардия, 1932. — 176 с. — 15 800 экз.
- Товарищ Маркс, М., 1933
- Поэма о Роботе, М., 19345
- Золушка, М., 1935, 1936
- Война — чуме!, М., 1937
- Три поэмы. М., 1937
- Твоя поэма, М., 1937, 1938
- Неразменный рубль, 1939
- Поэма поэтов (первый вариант), 1939—1940
- Ночь под Новый век, 1940
- Поэма фронта, 1942
- Эдем, 1941, 1945 (опубликована в 1962 году)
- Александр Матросов, М., 1946
- Небо над Родиной, 1947
- Езда в незнаемое, 1952
- Вершина, М., 1955
- Семь дней недели, 1956
- Поэмы. М., 1956
- Поэма поэтов (второй вариант), 1958
- Сказание про царя Макса-Емельяна, бесплодных цариц, жену его Настю, двести тысяч царей — его сыновей, графа Агриппа, царевну Алену, мастера На-все-руки и прочих лиц из былых небылиц, 1964
- Поэма поэтов (окончательный вариант), 1966
- Зеркала, 1970
- Дельфиниада, М., 1972

### Собрания сочинений[131]
- Сочинения в 2-х томах, М., Гослитиздат, 1954
- Избранные произведения в 2-х томах, М., Гослитиздат, 1961
- Собрание сочинений в 4-х томах, М., Художественная литература, 1974—1976

## Поэзия Кирсанова в музыке
Поэзия … Кирсанова … вырастала из языка легко и естественно, как песня или песенка.
— Михаил Гаспаров

### Песни
- 1951 У Чёрного моря (музыка Модеста Табачникова) — исп. Леонид Утёсов[147], Ретро-дуэт и К (М. Москаленко, Н. Мошкина)[148]
- 1960[149] У тебя такие глаза (музыка Микаэла Таривердиева) — исп. Майя Кристалинская[101]
- 1960-е. Мой характер (музыка Игоря Шамо) — исп. Валентина Дворянинова[150]
- 1968 Тегуантепек, Тегуантепек — страна чужая… (музыка Владимира Туриянского) — исп. Владимир Туриянский[151]
- 1969 Шуба (Насчёт шубы) (музыка Эдуарда Ханка) — исп. Владимир Макаров[152][153]
- Конец 1960-х — начало 1970-х. Частушки (музыка Бориса Савельева) — исп. вокальный квартет «Улыбка»[154]
- 1971 Русская песня (музыка Эдуарда Ханка) — исп. Владимир Макаров[152][155]
- 1972 Танцевальный час на солнце (музыка Давида Тухманова) — исп. ансамбль «Весёлые ребята»[156], Валерий Леонтьев[157]
- 1972 Жил-был я (музыка Давида Тухманова) — исп. Александр Градский[156], Давид Тухманов[158], ансамбль «Надежда»[159], Григорий Лепс[160]
- 1972 Кораблик золотой (музыка Григория Цухтмана) — исп. Эдита Пьеха[161]
- 1973 Горлица (музыка Олега Иванова) — исп. ансамбль «Самоцветы»[162]
- 1975 Посвящение в альбом (музыка Давида Тухманова, стихи Адама Мицкевича, перевод Семёна Кирсанова) — исп. вокальная группа «Современник» (финальная песня альбома «По волне моей памяти»)[163]
- 1978 Эти летние дожди (музыка Марка Минкова) — исп. Николай Караченцов[164], Алла Пугачёва[165]
- 1981 Карусель (музыка Сергея Молебнова) — исп. ансамбль «Зеркало»[148]
- 1982 Грибной дождь (музыка Давида Тухманова) — исп. группа «Москва»[166], Родриго Фоминс[167]
- 1982 Волшебная комната (музыка Давида Тухманова) — исп. группа «Москва»[166]
- 1984 Любил тебя (музыка Кима Брейтбурга) — исп. группа «Диалог»
- 1984 Просто (музыка Сергея Васильченко) — исп. группа «Диалог»[102][168]
- 1985 23 век (музыка Давида Тухманова) — исп. ансамбль «Весёлые ребята»[169]
- 1986 Никударики (музыка Виктора Литвиненко) — исп. группа «Диалог»[102]
- 1988 Про белого ворона (музыка Николая Якимова) — исп. О. Речкалова[148][170]
- 1988 Тегуантепек (музыка Сергея Чеснокова) — исп. ансамбль «Грушинское трио»[148][170], бард-трио «Майдан»[148]
- 1990-е Три вариации (музыка Антона Примакова и Олега Седелева) — исп. Антон Примаков и Олег Седелев[171]
- 1992 Волшебная комната (музыка Андрея Крючкова) — исп. Андрей Крючков[148][172]
- 1992 Художник (музыка Андрея Крючкова) — исп. Андрей Крючков[148][173]
- 1993 Сирень (музыка Луизы Леонтьевой) — исп. ансамбль «Уленшпигель»[148][174]
- 1998 Две горстки звёзд (музыка Татьяны Алёшиной) — исп. Татьяна Алёшина
- 1998 Под одним небом (музыка Татьяны Алёшиной) — исп. Татьяна Алёшина
- 1999 Тучи (музыка Татьяны Алёшиной) — исп. Татьяна Алёшина[175]
- 2000 Под одним небом (музыка Александра Барьюдина) — исп. Александр Барьюдин
- 2000 Комментарий к закату (музыка Александра Барьюдина) — исп. Александр Барьюдин[176]
- 2002 Диризяблик (музыка Павла Аксёнова) — исп. Павел Аксёнов[148][177], ансамбль «До-до-си»[148]
- 2002 На яблоне сердце повисло моё… (музыка Веры Евушкиной) — исп. Вера Евушкина[148][178]
- 2004 Гулящая (музыка Олега Сюсюры) — исп. группа «Марго»[179]
- 2005 Фронтовой вальс (музыка Александра Барьюдина) — исп. Александр Барьюдин[180]
- 2005 Хоть умирай от жажды… (музыка Александра Барьюдина) — исп. Александр Барьюдин
- 2005 Июньская баллада (музыка Александра Барьюдина) — исп. Александр Барьюдин[181]
- 2005 Суд (музыка Александра Барьюдина) — исп. Александр Барьюдин[182]
- 2005 Солнце перед спокойствием (музыка Татьяны Алёшиной) — исп. Татьяна Алёшина[175]
- 2006 Пустой дом (музыка Марка Генкина) — исп. Сергей Литвяков[183]
- 2008 Черновик (музыка Татьяны Алёшиной) — исп. Татьяна Алёшина[175]
- 2008 Стон во сне (музыка Татьяны Алёшиной) — исп. Татьяна Алёшина[175]
- 2008 Как быть (музыка Татьяны Алёшиной) — исп. Татьяна Алёшина[175]
- 2009 Над нами (музыка Владимира Сапунова) — исп. группа «Машина времени»[184]
- 2009 Чудо (музыка Татьяны Алёшиной) — исп. Татьяна Алёшина[175]
- 2009 Несовершенство (музыка Татьяны Алёшиной) — исп. Татьяна Алёшина[175]
- 2010 Карусель (музыка Татьяны Алёшиной) — исп. Татьяна Алёшина[175]
- 2010 Осторожно (музыка Татьяны Алёшиной) — исп. Татьяна Алёшина[175]
- 2010 Боль болей (музыка Татьяны Алёшиной) — исп. Татьяна Алёшина[175]
- 2010 Я бел, любимая (музыка Татьяны Алёшиной) — исп. Татьяна Алёшина[175]
- 2014 Человек на эскалаторе (музыка Берген Кремер) — исп. Берген Кремер[185]
- 2015 Танцуют лыжники (музыка Берген Кремер) — исп. Берген Кремер
- 2017 Сердце (музыка Лето в городе) — исп. Лето в городе

### Романсы
- 1960 Твои рисунки (музыка Микаэла Таривердиева)
- 1960 И за белой скатертью (музыка Микаэла Таривердиева)
- 1960 Приезжай (музыка Микаэла Таривердиева)[149]
- 1971 Приезжай (музыка Аркадия Томчина)
- 1971 Буквы (музыка Аркадия Томчина)
- 1971 Я бел, любимая (музыка Аркадия Томчина)
- 1971 Дождь (музыка Аркадия Томчина)
- 1971 Тень (музыка Аркадия Томчина)[186][187]
- 2018 Под одним небом, вокальный триптих: 1. Под одним небом; 2. Пустой дом; 3. Над нами (музыка Юрия Поволоцкого) исп. Бронислава Казанцева

### Сюиты
- 1980 Под одним небом (рок-сюита Кима Брейтбурга) — исп. группа «Диалог»

(С этой сюитой группа выступила на фестивале «Весенние ритмы» [«Тбилиси-80»] и заняла третье место, а Брейтбург был признан лучшим вокалистом. Через год был записан магнитофонный альбом).
- 1986 Однажды завтра (рок-сюита Кима Брейтбурга) — исп. группа «Диалог»

### Оратория
- 1979 Однажды завтра (тройной концерт для голоса, чтеца и фортепиано Альберта Лемана. Первое исполнение — Московская консерватория, Малый зал, 1999 г. — А. Сафиулин, Е. Волков, Юлия Рябова-Шиловская)
- 2006 Зеркала (рок-оратория Владимира Боровинского)[191]

### Опера
- 1986 Сказание про царя Макса-Емельяна (одноактная опера Аркадия Томчина)[186]

### Симфония
- 1929 Третья («Первомайская») симфония Дмитрия Шостаковича (вокальная, на стихи Семёна Кирсанова)[192]

Павел Антокольский писал о поэме «Небо над Родиной»:

Так же, как двадцать лет назад, я убеждён в музыкальной мощи этой своеобразной оратории, и, право же, она ещё дождётся своего композитора, который одолеет, захочет одолеть её внешнюю сложность ради глубокого душевного строя вещи!

## Награды и премии
- Сталинская премия третьей степени (1951) — за драму в стихах «Макар Мазай» (1950)
- орден Ленина (17.09.1966)
- 2 ордена Трудового Красного Знамени (31.01.1939; 17.09.1956)
- медали

## Память
- По представлению Р. Е. Гершберга в честь С. И. Кирсанова назван астероид (9834) Kirsanov, открытый астрономом Людмилой Карачкиной в Крымской Астрофизической Обсерватории 14 октября 1982 года.